# Figuración narrativa
La figuración narrativa (en francés: figuration narrative) es un estilo pictórico y un movimiento artístico aparecido al comienzo de los años 1960 en Francia, en oposición a la abstracción y al Nuevo realismo (nouveau réalisme).
Aunque el término se usara con anterioridad, la figuración narrativa obtuvo su notoriedad a partir de la exposición Mythologies quotidiennes (Mitologías cotidianas) de 1964, en el Musée d'art moderne de la Ville de Paris.
Se relaciona generalmente a la figuración narrativa con la nueva figuración o con el pop art. Entre sus fuentes de inspiración se cuenta la historieta, la fotografía y el conjunto de las imágenes de lo cotidiano. Los temas de las obras se relacionan generalmente con las escenas de lo cotidiano y las reivindicaciones sociales o políticas.

## Artistas adscritos a la figuración narrativa
- Valerio Adami
- Gilles Aillaud
- Eduardo Arroyo
- Herman Braun-Vega
- Rafael Canogar
- Leonardo Cremonini
- Henri Cueco
- Equipo Crónica: compuesto por Rafael Solbes, Manuel Valdés y Toledo
- Equipo Realidad
- Erro
- Gérard Fromanger
- Juan Genovés
- Renato Guttuso
- Alain Jacquet
- Peter Klasen
- Jacques Monory
- Siegfred Neuenhausen
- Bernard Rancillac
- Larry Rivers
- Peter Saül
- F. Somoza
- Werner T'bke
- Hervé Télémaque
- Vladimir Velickovic
- Wolf Vostell
- Hugh Weiss
- Jean-Paul Chambas